# William Stanley, 6. Earl of Derby

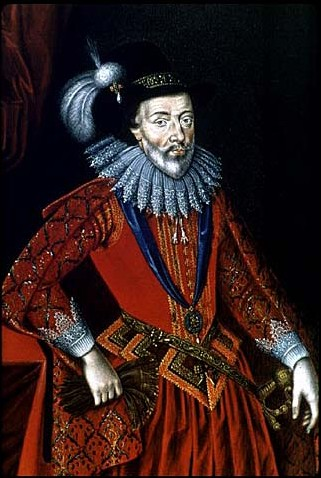
William Stanley, 6th Earl of Derby

William Stanley, 6. Earl of Derby, KG (* 1561; † 29. September 1642) war ein hoher englischer Adliger.

## Biografie
Er war der zweite von vier Söhnen von Henry Stanley, 4. Earl of Derby (1531–1593), und Lady Margaret Clifford (1540–1596), die von 1578 bis zu ihrem Tod offiziell Thronfolgeansprüche in der Nachfolge von Elisabeth I. hatte. Seine mütterlichen Großeltern waren Henry Clifford, 2. Earl of Cumberland, und Lady Eleanor Brandon. Eleanor war das dritte Kind von Charles Brandon, 1. Duke of Suffolk, und Mary Tudor. Mary war das fünfte Kind von Heinrich VII. von England und Elizabeth of York.
Er folgte im Titel seinem Bruder Ferdinando Stanley, 5. Earl of Derby (1559–1594). Als sein Bruder starb, befand er sich seit längerem auf einer Reise durch Europa, und zwar zunächst in Frankreich am Hof von Navarra, 1578, dann in Spanien, Italien, Ägypten, Palästina, Türkei und Russland. Als er zurückkehrte, hatten die drei Töchter seines Bruders den Besitz unter sich aufgeteilt, worauf ein längerer Rechtsstreit begann, bei dem auch in Frage gestellt wurde, ob sich die Insel Man zu Recht im Besitz des Hauses Stanley befand. Nachdem Königin Elizabeth ein Schiedsgericht einberufen hatte, wurde William Stanley ein Großteil des Erbes zugesprochen.
Er heiratete im Juni 1594 in Greenwich Elizabeth de Vere (1575–1626), die älteste Tochter von Edward de Vere, 17. Earl of Oxford, und Anne Cecil, Tochter des Lordschatzmeisters William Cecil, 1. Baron Burghley, und dessen Ehefrau Mildred Cooke, der ältesten Tochter von Anthony Cooke und Anne Fitzwilliam. Aus der Ehe gingen fünf Kinder, nämlich James Stanley, 7. Earl of Derby (1607–1651, Lord Strange), Robert Stanley (er starb 1633), Anne Stanley, Countess of Ancram (1599–1657), verheiratet zunächst mit Sir Henry Portman of Orchard, danach mit dem Schotten Robert Carr, Earl of Ancram, und zwei jung verstorbene Töchter (beide mit Namen Elizabeth) hervor.
Unter Königin Elizabeth wurde er Ritter des Hosenbandordens und unter ihrem Nachfolger Jakob I. Lord Chamberlain von Chester. 1628/9 übertrug er seinem Sohn James den Titel und den Besitz (bis auf 1000 Pfund Jahresrente). Er wurde im Familiengrab der Stanleys in der Ormskirk in Lancashire begraben.

## Shakespeare-Urheberschaftsdebatte
Einer der führenden französischen Literaturwissenschaftler Abel Lefranc (1863–1952) veröffentlichte nach einer langen Forschung 1918 in seinem Buch Sous Le Masque de William Shakespeare die Theorie, dass sich hinter dem Namen Shakespeare William Stanley verberge (sogenannte "Derby-Theorie"). William Stanley war ein stetiger Patron von Theatertruppen in London (Earl of Derby’s Players), wie auch sein älterer Bruder Ferdinando, der ebenfalls verschiedene Theatertruppen patronierte (bis 1593 nach seinem Titel Lord Strange’s Men, später "The King‘s Men").
Als wichtige Argumente für die Derby-Theorie wurden u. a. ein Brief des jesuitischen Spions George Fenner von 1599 aufgeführt, nach dem Stanley Stücke fürs Theater schrieb („busy penning plays for common players“), und zum anderen seine Auslandserfahrungen auf ausgedehnten Reisen. Seine Eindrücke 1578 am Hof von Navarra hätten sich nach Lefranc in Shakespeares Stück Verlorene Liebesmüh niedergeschlagen. Gegen die Theorie spricht u. a., dass Derby in den letzten dreißig Jahren seines Lebens literarisch stumm geblieben ist und auch die Shakespeare-Sonette keinerlei Bezüge zu seinen biographischen Daten aufweisen.
Stanley hatte auch Beziehungen zu den beiden Brüdern William Herbert, 3. Earl of Pembroke (1580–1630) und Philipp Herbert, 4. Earl of Pembroke, 1. Earl of Montgomery (1584–1649), denen 1623, sieben Jahre nach Shakespeares Tod, die Folio-Ausgabe der Werke von Shakespeare zugeeignet waren. Beide waren 1628/29 die Sachwalter der Besitzüberlassung von William Stanley an seinen Sohn James.